# Andreas Beckett
Andreas Beckett (* 1968 in München) ist ein deutscher Theater- und Filmschauspieler.

## Leben
Von 1995 bis 1998 absolvierte Beckett ein Schauspielstudium am The William Esper Studio in New York City und wurde dann als Theaterschauspieler tätig. Seit 2000 ist er regelmäßig als Filmschauspieler in zahlreichen Nebenrollen zu sehen. Er spielte in US-amerikanischen sowie auch in deutschen Produktionen. Von 2006 bis 2008 studierte er bei Ivana Chubbuck.
Im Jahr 2007 spielte er in dem Independentfilm Und Nietzsche weinte. In den Jahren 2016 und 2021 spielte er die Rolle des „Dexter Torrence“ in der Telenovela Sturm der Liebe.

## Filmografie (Auswahl)
- 1997: Liberty! The American Revolution (Fernsehserie, 2 Folgen)
- 2002: Tatort – Der Fremdwohner
- 2002: Empty (Kurzfilm)
- 2002: Path to War – Entscheidung im Weißen Haus (Path to War)
- 2003: God is no Soprano (Kurzfilm)
- 2004: Dr. Vegas (Fernsehserie, eine Folge)
- 2004: Expeditions to the Edge (Fernsehserie, eine Folge)
- 2004: Zeit der Sehnsucht (Days of Our Lives, Fernsehserie, eine Folge)
- 2005: Der verbotene Schlüssel (The Skeleton Key)
- 2005: Way of the Vampire
- 2006: Poseidon
- 2007: Und Nietzsche weinte (When Nietzsche Wept)
- 2008: Wahre Macht – Tagebuch eines Serienkillers (Diary of a Serial Killer)
- 2008: Gamer
- 2012: 5 Minutes
- 2012–2013: Vendetta (Fernsehserie, 3 Folgen)
- 2012: Celeste & Jesse (Celeste & Jesse Forever)
- 2014: Cyber Vice
- 2014: My Christmas Wish (Kurzfilm)
- 2014: Escape from a Nazi Death Camp
- 2014: Transformers 4 - Ära des Untergangs (Transformers: Age of Distinction)
- 2015–2018: Aktenzeichen XY ... ungelöst (Fernsehsendung, 2 Folgen)
- 2016/2021: Sturm der Liebe (Fernsehserie, 15 Folgen)
- 2017: Counterpart (Fernsehserie, eine Folge)
- 2019: Prince Harming
- 2019: Navy CIS: L.A. (Fernsehserie, eine Folge)
- 2021: Newton’s Cradle (Fernsehserie, 7 Folgen)

### Games
- 2016: Titanfall 2 („Richter“)
- 2020: Call of Duty: Black Ops Cold War („Ingo Beck“)

## Theater
- 1997: Dracula, Gallery Players New York City, Dracula, Lance Hewitt
- 1998: Macbeth, American Theater New York City, Macbeth, Richard Width
- 2004–2005: Richard III, Stella Adler Theatre, Los Angeles, Richard III, Al Charlen
- 2007: Closer, Working Stage Los Angeles, Daniel, Ron Rogge
- 2009: Romeo and Juliet, Met Theater Los Angeles, Mercutio, Louis Fantasia

## Preise & Auszeichnungen
- 2014: best male Actor – Kurzfilm – Monaco International Film Festival (für My Christmas Wish)